# Saison 1966-1967 de l'USM Blida
Maillots
Chronologie
Saison précédente Saison suivante
La saison 1966-1967 de l'Union sportive musulmane de Blida est la 5e saison du club en première division du championnat d'Algérie depuis l'indépendance de l'Algérie. Les matchs se déroulent dans le championnat d'Algérie et en Coupe d'Algérie.
Le championnat d'Algérie débute le 25 septembre 1966, avec la première journée de championnat. L'USMB se classe onzième de la compétition.

## Compétitions

### Championnat

#### Rencontres
Le tableau ci-dessous retrace dans l'ordre chronologique les 30 rencontres officielles jouées par l'USM Blida durant la saison. Les buteurs sont accompagnés d'une indication entre parenthèses sur la minute de jeu où est marqué le but et, pour certaines réalisations, sur sa nature (penalty ou contre son camp). Le bilan général de la saison est de 3 victoires, 7 matchs nuls et 12 défaites.
| MATCHES ALLER               |             |                |      |        |                                                  |                                      |
| 25 septembre 1966           | 1re journée | CR Belcourt    | Ext. | 3 – 2  | Soudani 38e, Merrah 75e                          | Kenouche 17e, Chenene 19e, Kalem 50e |
| 2 octobre 1966              | 2e journée  | MO Constantine | Dom. | 1 – 3* | Metref                                           | Abdenouri , Zefzef                   |
| 12 mars 1967 *match retard* | 3e journée  | MC Saida       | Ext. | 1 – 0  | –                                                | Saharaoui                            |
| 16 octobre 1966             | 4e journée  | ES Guelma      | Dom. | 1 – 3  |                                                  |                                      |
| 23 octobre 1966             | 5e journée  | MC Oran        | Ext. | 0 – 0  | –                                                | –                                    |
| 6 novembre 1966             | 6e journée  | RS Kouba       | Dom. | 1 – 1  |                                                  |                                      |
| 13 novembre 1966            | 7e journée  | ES Sétif       | Ext. | 3 – 1  |                                                  |                                      |
| 8 janvier 1967              | 8e journée  | ASM Oran       | Dom. | 3 – 2  | ... 1re, Benturki 50e, Zakaria 53e               | Soualmia 2e, Hasni 88e (pen.)        |
| 27 novembre 1966            | 9e journée  | NA Hussein Dey | Ext. | 1 – 0  |                                                  |                                      |
| 4 décembre 1966             | 10e journée | USM Annaba     | Dom. | 0 – 0  | –                                                | –                                    |
| 18 décembre 1966            | 11e journée | SCM Oran       | Ext. | 1 – 2  | Kritli 4e, Zakaria 26e                           | Rouai 46e                            |
| PHASE Retour                |             |                |      |        |                                                  |                                      |
| 22 janvier 1967             | 12e journée | CR Belcourt    | Dom. | 1 – 2  |                                                  |                                      |
| 19 février 1967             | 13e journée | MO Constantine | Ext. | 0 – 0  | –                                                | –                                    |
| 5 mars 1967                 | 14e journée | MC Saida       | Ext. | 1 – 0  | –                                                |                                      |
| 19 mars 1967                | 15e journée | ES Guelma      | Ext. | 3 – 1  |                                                  |                                      |
| 2 avril 1967                | 16e journée | MC Oran        | Dom. | 2 – 2  | Benturki 7e, Ben Larbi 87e                       | Fréha 15e 54e                        |
| 16 avril 1967               | 17e journée | RS Kouba       | Ext. | 0 – 0  | –                                                | –                                    |
| 23 avril 1967               | 18e journée | ES Sétif       | Dom. | 1 – 1  |                                                  |                                      |
| 30 avril 1967               | 19e journée | ASM Oran       | Ext. | 3 – 0  | –                                                | Bendida 36e 41e Noureddine 62e       |
| 14 mai 1967                 | 20e journée | NA Hussein Dey | Dom. | 1 – 2  |                                                  | H. Saâdi ?, Aek Bahmane ?            |
| 21 mai 1967                 | 21e journée | USM Annaba     | Ext. | 4 – 2  |                                                  |                                      |
| 28 mai 1967                 | 22e journée | SCM Oran       | Dom. | 4 – 1  | Kritli 49e, Sellami 55e 77e, Benturki 65e (pen.) | Bensaber 4e                          |

#### Classement final
Le classement est établi sur le barème de points suivant : une victoire vaut 3 points, un match nul 2 points et une défaite 1 point.
| Rang | Équipe         | Pts | J  | G  | N | P  | Bp | Bc | Diff |
| ---- | -------------- | --- | -- | -- | - | -- | -- | -- | ---- |
| 1    | NA Hussein Dey | 51  | 22 | 12 | 5 | 5  | 34 | 21 | +13  |
| 2    | RC Kouba       | 49  | 22 | 10 | 7 | 5  | 39 | 31 | +8   |
| 3    | CR Belcourt T  | 49  | 22 | 12 | 3 | 7  | 43 | 36 | +7   |
| 4    | USM Annaba     | 48  | 22 | 9  | 8 | 5  | 38 | 27 | +11  |
| 5    | ES Sétif C     | 46  | 22 | 8  | 8 | 6  | 26 | 14 | +12  |
| 6    | MC Oran        | 46  | 22 | 8  | 8 | 6  | 24 | 23 | +1   |
| 7    | MO Constantine | 44  | 22 | 7  | 8 | 7  | 37 | 30 | +7   |
| 8    | ASM Oran       | 44  | 22 | 8  | 6 | 8  | 26 | 25 | +1   |
| 9    | MC Saïda       | 42  | 22 | 6  | 8 | 8  | 22 | 35 | -13  |
| 10   | ES Guelma      | 41  | 22 | 7  | 5 | 10 | 40 | 41 | -1   |
| 11   | USM Blida      | 35  | 22 | 3  | 7 | 12 | 23 | 36 | -13  |
| 12   | SCM Oran       | 33  | 22 | 3  | 5 | 14 | 20 | 51 | -31  |

Résultat
- Champion d'Algérie 1966-1967

Relégation
- Relégation en Nationale II

Abréviations
T : Tenant du titre

C : Vainqueur de la Coupe d'Algérie 1966-1967

### Coupe d'Algérie

#### Rencontres
| Date             | Tour                       | Adversaire      | Stade (ville) | Résultat | Buteurs pour l'USMB |
| 11 décembre 1966 | Trente-deuxièmes de finale |                 | -             | Victoire | -                   |
| 31 décembre 1966 | Seizièmes de finale        | OM Saint Eugene | El Harrach    | 2-1      | -                   |